# Bathylasma
Bathylasma är ett släkte av kräftdjur. Bathylasma ingår i familjen Bathylasmatidae.
Kladogram enligt Catalogue of Life:
| Bathylasma | \| \| Bathylasma aucklandicum \| \| \| \| \| \| Bathylasma corolliforme \| \| \| \| \| \| Bathylasma hirsutum \| \| \| \| |
|            | \| \| Bathylasma aucklandicum \| \| \| \| \| \| Bathylasma corolliforme \| \| \| \| \| \| Bathylasma hirsutum \| \| \| \| |
|            | Aaptolasma |
|            | |
|            | Hexelasma |
|            | |
|            | Mesolasma |
|            | |
|            | Tessarelasma |
|            | |
|            | Tetrachaelasma |
|            | |
|            | Bathylasma aucklandicum                                                                                                   |
|            | |
|            | Bathylasma corolliforme                                                                                                   |
|            | |
|            | Bathylasma hirsutum |
|            | |

|  | Bathylasma aucklandicum |
|  |                         |
|  | Bathylasma corolliforme |
|  |                         |
|  | Bathylasma hirsutum     |
|  |                         |